# Dissociation
Dissociation es el sexto y último del grupo de hardcore y mathcore estadounidense The Dillinger Escape Plan, publicado el 2016. Es su segundo disco publicado por la discográfica Sumerian Records. Con este álbum la banda anunciaría su separación tras su publicación y una gira de despedida que cerraría con un concierto en Nueva York.

## Estilo
El álbum conserva el estilo adoptado por la banda desde "One Of Us Is The Killer", aunque podría definirse como más "duro" y menos melódico. Acercándose más a sus primeros trabajos como "Ire Works". 

## Lista de canciones
| N.º | Título                         | Duración |  |
| 1.  | «Limerent Death»               | 4:06     |  |
| 2.  | «Symptom of Terminal Illness»  | 4:03     |  |
| 3.  | «Wanting Not So Much to as To» | 5:23     |  |
| 4.  | «FUGUE»                        | 3:49     |  |
| 5.  | «Low Feels Blvd»               | 4:05     |  |
| 6.  | «Surrogate»                    | 5:05     |  |
| 7.  | «Honeysuckle»                  | 4:22     |  |
| 8.  | «Manufacturing Disconect»      | 4:24     |  |
| 9.  | «Apologies Not Included»       | 3:23     |  |
| 10. | «Nothing To Forget»            | 5:15     |  |
| 11. | «Dissociation»                 | 6:14     |  |